# Austrian Financial Reporting Advisory Committee
Das Austrian Financial Reporting Advisory Committee (bis Aug. 2023: Austrian Financial Reporting and Auditing Committee) – AFRAC ist der privat organisierte und von zuständigen Behörden unterstützte österreichische Standardsetter auf dem Gebiet der Finanzberichterstattung und Abschlussprüfung. Die Mitglieder des Vereins Österreichisches Rechnungslegungskomitee, dessen operatives Organ das AFRAC ist, setzen sich aus österreichischen Bundesministerien und offiziellen fachspezifischen Organisationen zusammen. Die Mitglieder des AFRAC sind Abschlussersteller, Wirtschaftsprüfer, Steuerberater, Wissenschafter, Investoren, Analysten und Mitarbeiter von Aufsichtsbehörden.

## Mitglieder des Trägervereins
Das Österreichische Rechnungslegungskomitee ist der Trägerverein des AFRAC. Eine Mitgliedschaft kann beantragt werden. Es gibt ordentliche und außerordentliche Mitglieder.
Ordentliche Mitglieder sind:
- Die Republik Österreich mit 3 Vertretern

- Das Bundesministerium für Justiz,
- Das Bundesministerium für Finanzen,
- Das Bundesministerium für Klimaschutz, Umwelt, Energie, Mobilität, Innovation und Technologie,

- Kammer der Steuerberater und Wirtschaftsprüfer (KSW),
- Institut Österreichischer Wirtschaftsprüfer (IWP),
- Wirtschaftskammer Österreich (WKO),
- Industriellenvereinigung (IV),
- Vereinigung österreichischer Revisionsverbände,
- Sparkassen-Prüfungsverband,
- Finanzmarktaufsichtsbehörde (FMA),
- Verband der Versicherungsunternehmen Österreichs,
- Österreichische Nationalbank (OeNB),
- Fachverband der Banken und Bankiers,
- der Österreichische Städtebund.

Außerordentliches Mitglied:
- Aktuarvereinigung Österreichs,

## Präsidium und Geschäftsführung
Das Präsidium bilden Romuald Bertl als Vorsitzender sowie Werner Fleischer und Christian Nowotny als Stellvertreter. Generalsekretärin ist Katharina van Bakel-Auer.

## Arbeitskreise
Das AFRAC ist in Arbeitskreisen organisiert. Es gibt temporäre und ständige Arbeitskreise.
Ständige Arbeitsgruppen:
- Finanzinstrumente
- Internationale Finanzberichterstattung
- Sustainability Reporting

## Wichtigste Standards von AFRAC
Bei den Facharbeiten unterscheidet AFRAC zwischen:
- Stellungnahmen,[3]
- Kommentare[4] und
- Diskussionspapiere.[5]

Daneben veröffentlicht es auch Studien.
Die Standards von AFRAC betreffen zumeist das Rechnungswesen, die Jahresabschlussprüfung. Sie können von der Homepage heruntergeladen werden.
- Stellungnahmen nach RÄG 2014,[7]
- Stellungnahmen vor RÄG 2014[3]

Aktuell gelten folgende Standards:
| AFRAC Nr.        | Titel | Stand          |
| ---------------- | --- | -------------- |
| Stellungnahme 1  | CO2-Emissionszertifikate (UGB)                                                                                     | Dezember 2015  |
| Stellungnahme 2  | Lebensversicherungsverträge (UGB, IFRS)                                                                            | Dezember 2015  |
| Stellungnahme 3  | Anteilsbasierte Vergütungen (UGB)                                                                                  | März 2023      |
| Stellungnahme 4  | Dividendenaktivierung (UGB)                                                                                        | Dezember 2015  |
| Stellungnahme 5  | Bilanzeid (BörseG)                                                                                                 | Juni 2018      |
| Stellungnahme 6  | Zuschüsse im öffentlichen Sektor (UGB)                                                                             | Dezember 2015  |
| Stellungnahme 7  | Außerbilanzielle Geschäfte (UGB)                                                                                   | Dezember 2023  |
| Stellungnahme 8  | Teilwertabschreibungen (IFRS)                                                                                      | Mai 2020       |
| Stellungnahme 9  | Lageberichterstattung (UGB)                                                                                        | März 2016      |
| Stellungnahme 10 | Nahe stehende Unternehmen und Personen (UGB)                                                                       | Juni 2018      |
| Stellungnahme 11 | Umweltschutzrückstellungen (UGB)                                                                                   | Dezember 2015  |
| Stellungnahme 12 | Vorjahreszahlen (UGB)                                                                                              | Dezember 2015  |
| Stellungnahme 13 | Gruppenbesteuerung (IFRS)                                                                                          | September 2018 |
| Stellungnahme 14 | Bilanzierung von nicht-derivativen Finanzinstrumenten (UGB) (vormals Finanzanlage- und Finanzumlaufvermögen (UGB)) | Juni 2021      |
| Stellungnahme 15 | Derivate und Sicherungsinstrumente (UGB)                                                                           | Dezember 2023  |
| Stellungnahme 16 | Wertaufhellung und Wertbegründung (UGB)                                                                            | Juni 2018      |
| Stellungnahme 17 | Geschäftsjahr des Konzernabschlusses (UGB, IFRS, BörseG)                                                           | Juni 2018      |
| Stellungnahme 18 | Eigenkapital bei der GmbH & Co KG (UGB)                                                                            | Dezember 2015  |
| Stellungnahme 19 | Funktionsfähigkeit Risikomanagement (ÖCGK)                                                                         | Dezember 2020  |
| Stellungnahme 20 | „Abfertigung alt“ nach IAS 19                                                                                      | Dezember 2021  |
| Stellungnahme 21 | Konzernabschlüsse nach § 245a UGB                                                                                  | Juni 2019      |
| Stellungnahme 22 | Corporate Governance-Bericht (UGB)                                                                                 | Dezember 2020  |
| Stellungnahme 23 | Instrumente des zusätzlichen Kernkapitals (UGB)                                                                    | März 2017      |
| Stellungnahme 24 | Beteiligungsbewertung (UGB)                                                                                        | Dezember 2022  |
| Stellungnahme 25 | Rechnungslegung von Privatstiftungen (UGB)                                                                         | Dezember 2017  |
| Stellungnahme 26 | BauARGEn (IFRS) | Dezember 2015  |
| Stellungnahme 27 | Personalrückstellungen (UGB)                                                                                       | Juni 2022      |
| Stellungnahme 28 | IAS 12 Ertragsteuern – Outside Basis Differences (IFRS)                                                            | Dezember 2019  |
| Stellungnahme 29 | Energieeffizienzgesetz (IFRS)                                                                                      | Juni 2016      |
| Stellungnahme 30 | Latente Steuern im Jahres- und Konzernabschluss nach UGB                                                           | September 2023 |
| Stellungnahme 31 | Zur Ausschüttungssperre nach § 235 Abs. 1 UGB                                                                      | März 2017      |
| Stellungnahme 32 | Umsatzrealisierung                                                                                                 | Juli 2020      |
| Stellungnahme 33 | Kapitalkonsolidierung (UGB)                                                                                        | März 2019      |
| Stellungnahme 34 | Wesentlichkeit bei der Aufstellung von UGB-Abschlüssen                                                             | September 2019 |
| Stellungnahme 35 | Konzerneigenkapitalspiegel (UGB)                                                                                   | Mai 2020       |
| Stellungnahme 36 | Geldflussrechnung (UGB)                                                                                            | Juni 2020      |
| Stellungnahme 37 | Vergütungsbericht gemäß § 78c AktG                                                                                 | Dezember 2020  |
| Stellungnahme 38 | Währungsumrechnung (UGB)                                                                                           | Dezember 2020  |
| Stellungnahme 39 | Änderung von Abschlüssen und Lageberichten (UGB)                                                                   | Juni 2021      |